# Glyptodonfélék
A glyptodonfélék (Glyptodontidae) az emlősök (Mammalia) osztályának vendégízületesek (Xenarthra) öregrendjébe, ezen belül a páncélos vendégízületesek (Cingulata) rendjébe tartozó fosszilis család.

## Tudnivalók
A glyptodonfélék nagy testű, nehézpáncélzatú rokonaik voltak a náluk kisebb Pampatheriidae- és övesállat-fajoknál. A család Dél-Amerikában fejlődött ki a miocén kor idején. Miután létrejött a Panama-földszoros, körülbelül 3 millió évvel ezelőtt, egyes glyptodonféle, mint amilyen a Glyptotherium a nagy amerikai faunacsere alatt átvándorolt Észak-Amerikába.
A család fajai az utolsó jégkorszak végén tömegesen kihaltak. Velük együtt az óriáslajhár-félék és a fura kinézetű Macraucheniák is eltűntek. A náluk kisebb, és jobban alkalmazkodó övesállatok azonban megmaradtak.
Ezek az állatok jó példái a konvergens evolúciónak, mivel igen nagyon hasonlítanak a dinoszauruszokhoz tartozó ankylosauriákra és az Ausztráliában élt Meiolaniidae teknősökre.

## Megjelenésük
A glyptodonfélék legfőbb jellegzetessége a teknősszerű páncélzat, amely az ők esetükben csontos lemezkékből állt. Mindegyik fajnak megvolt a saját csontos lemezkékből álló modellje és páncél alakja. A teknősöktől eltérően a glyptodonfélék nem tudták behúzni fejüket a páncélzat alá, emiatt az állatok fején a csontos lemezkék sisakszerű képződményé váltak. A farkuk is be volt nőve ezekkel a kemény lemezkékkel. A Doedicurus clavicaudatusnak buzogányszerű farka volt, amelyet ragadozók és egyes Doedicurusok ellen használt. Egyes fajok, mint amilyen a típusnem is, a Glyptodon, elérték az autók méretét is. Mint sok más vendégízületesnek, a glyptodonféléknek is hiányoztak a szemfogaik és a metszőfogaik, de ezeket pótolták a sok őrlőfog, amelyek segítségével az állatok alaposam megrágták a szívós növényeket. Állkapcsaik mélyek voltak; pofájukon lefelé induló csontos kinővések voltak, amelyek az erős rágóizmokat tartották.

## Életmódjuk
A glyptodonfélék a nagy és erős páncélzatnak köszönhetően védve voltak a legtöbb ragadozótól, de kifejlődésüknek helyén és időpontjában ott éltek a nagy testű, röpképtelen, ragadozó életmódot folytató gyilokmadarak, amelyek ha nem is a legnagyobb példányokat, de a fiatalabbját zsákmányul ejthették. A nagy amerikai faunacseréig, Dél-Amerikában a gyilokmadarak voltak a csúcsragadozók. A glyptodonfélék növényevő állatok voltak.

## Rendszerezés
A családba az alábbi nemek tartoztak:
- †Pseudoneothoracophorus
- †Neothoracophorus
- †Glyptatelus
- †Clypeotherium
- †Neoglyptatelus
- †Pachyarmatherium
- †Propalaehoplophorus
- †Metopotoxus
- †Eucinepeltus
- †Asterostemma
- †Eleutherocercus
- †Prodaedicurus
- †Lomaphorus
- †Castellanosia
- †Xiphuroides
- †Doedicurus
- †Daedicuroides
- †Plaxhaplous
- †Glyptotherium
- †Glyptodontidium
- †Paraglyptodon
- †Glyptodon
- †Stromatherium
- †Chlamydotherium
- †Glyptostracon
- †Heteroglyptodon
- †Panochtus
- †Sclerocalyptus
- †Neosclerocalyptus
- †Neuryurus

### Fordítás
- Ez a szócikk részben vagy egészben  a   Glyptodontidae című angol Wikipédia-szócikk fordításán alapul.  Az eredeti cikk szerkesztőit annak laptörténete sorolja fel. Ez a jelzés csupán a megfogalmazás eredetét és a szerzői jogokat jelzi, nem szolgál a cikkben szereplő információk forrásmegjelöléseként.